# Cincinnati Enquirer Building
El Cincinnati Enquirer Building es la antigua sede de The Cincinnati Enquirer en Vine Street en el centro de Cincinnati, Ohio (Estados Unidos). Fue diseñado por la firma Lockwood Greene and Company y se completó en 1926. El periódico se había publicado en las instalaciones del mismo sitio desde 1866.
Construido principalmente de piedra caliza y con una altura de catorce pisos, el Enquirer fue construido para albergar tanto oficinas comerciales como instalaciones editoriales. Los arquitectos de Lockwood Greene diseñaron el edificio con una mezcla de estilos arquitectónicos; Entre sus características más distintivas se encuentran los escaparates del primer piso, la entrada principal central empotrada y la mampostería de mármol con un árbol de Navidad con detalles en bronce.
El edificio se muestra como el hogar de WKRP en la serie de televisión de 1978-1982 WKRP in Cincinnati y su secuela de 1991-1993 The New WKRP in Cincinnati. Sin embargo, se hizo referencia al edificio como el Osgood R. Flimm Building.
En 1975, el Enquirer fue incluido en el Registro Nacional de Lugares Históricos,  debido a su lugar en la historia y la arquitectura locales. Las instalaciones de impresión del periódico se trasladaron a una nueva propiedad en la intersección de Western Avenue y Liberty Street en 1979, y las oficinas al 312 Elm Street en 1992.
En 2015, el edificio Cincinnati Enquirer se dividió en dos hoteles, cada uno con más de 100 habitaciones.